# Meugliano
Meugliano (piemontesisch Muvian) ist eine Fraktion der italienischen Gemeinde (comune) Valchiusa in der Metropolitanstadt Turin (TO), Region Piemont.

## Geographie
Meugliano liegt etwa 48 km Luftlinie nördlich von Turin und etwa 8 km Luftlinie nordwestlich von Ivrea im Val Chiusella in den Grajischen Alpen auf 680 m s.l.m. Keine zwei Kilometer südöstlich des Ortskerns liegt der kleine Lago di Meugliano.

## Geschichte
Meugliano war bis 2018 eine eigenständige Gemeinde und schloss sich am 1. Januar 2019 mit den Gemeinden Trausella und Vico Canavese zur neuen Gemeinde Valchiusa zusammen. Das Gemeindegebiet umfasste eine Fläche von 4 km².

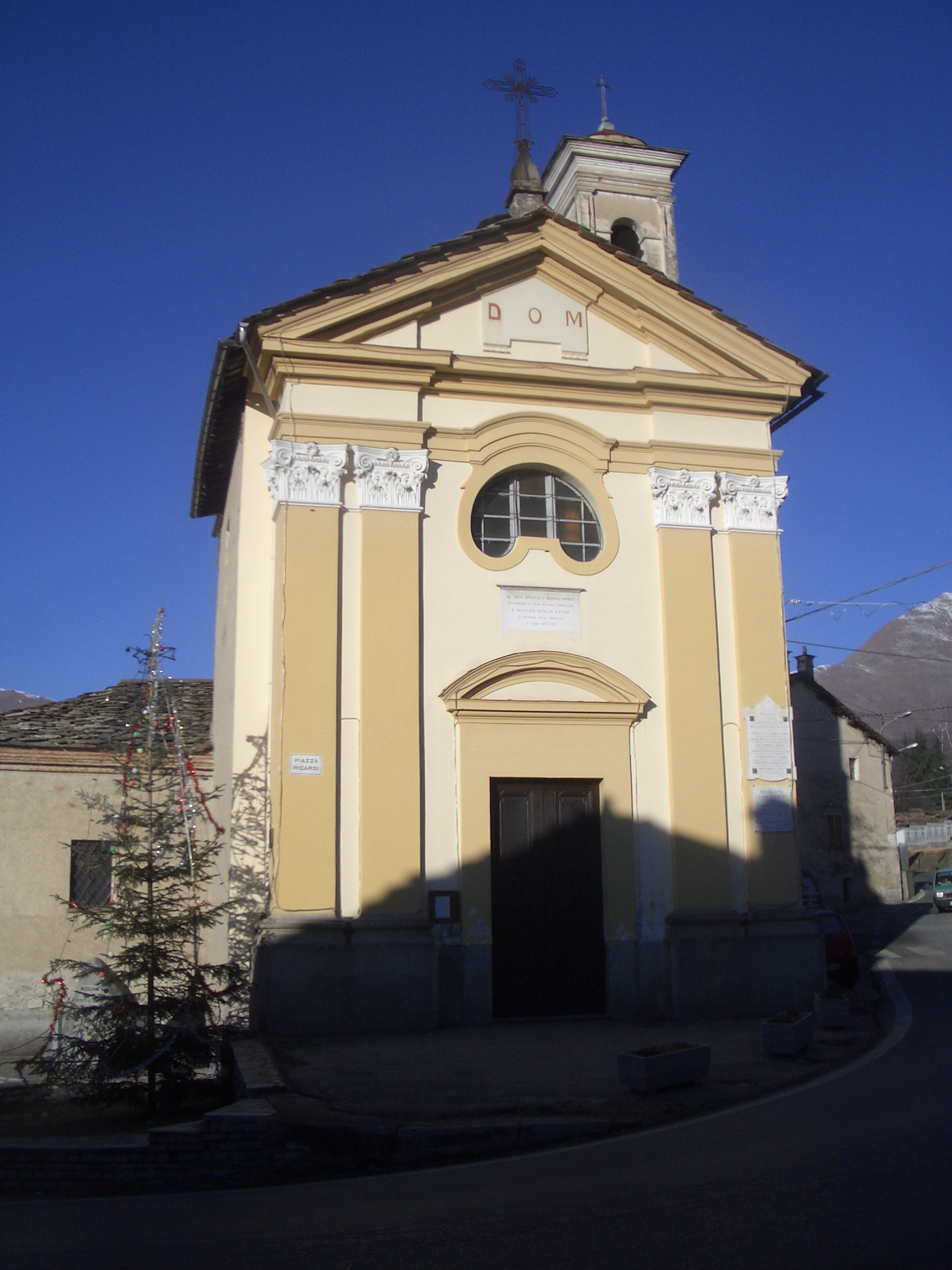
Pfarrkirche San Bartolomeo
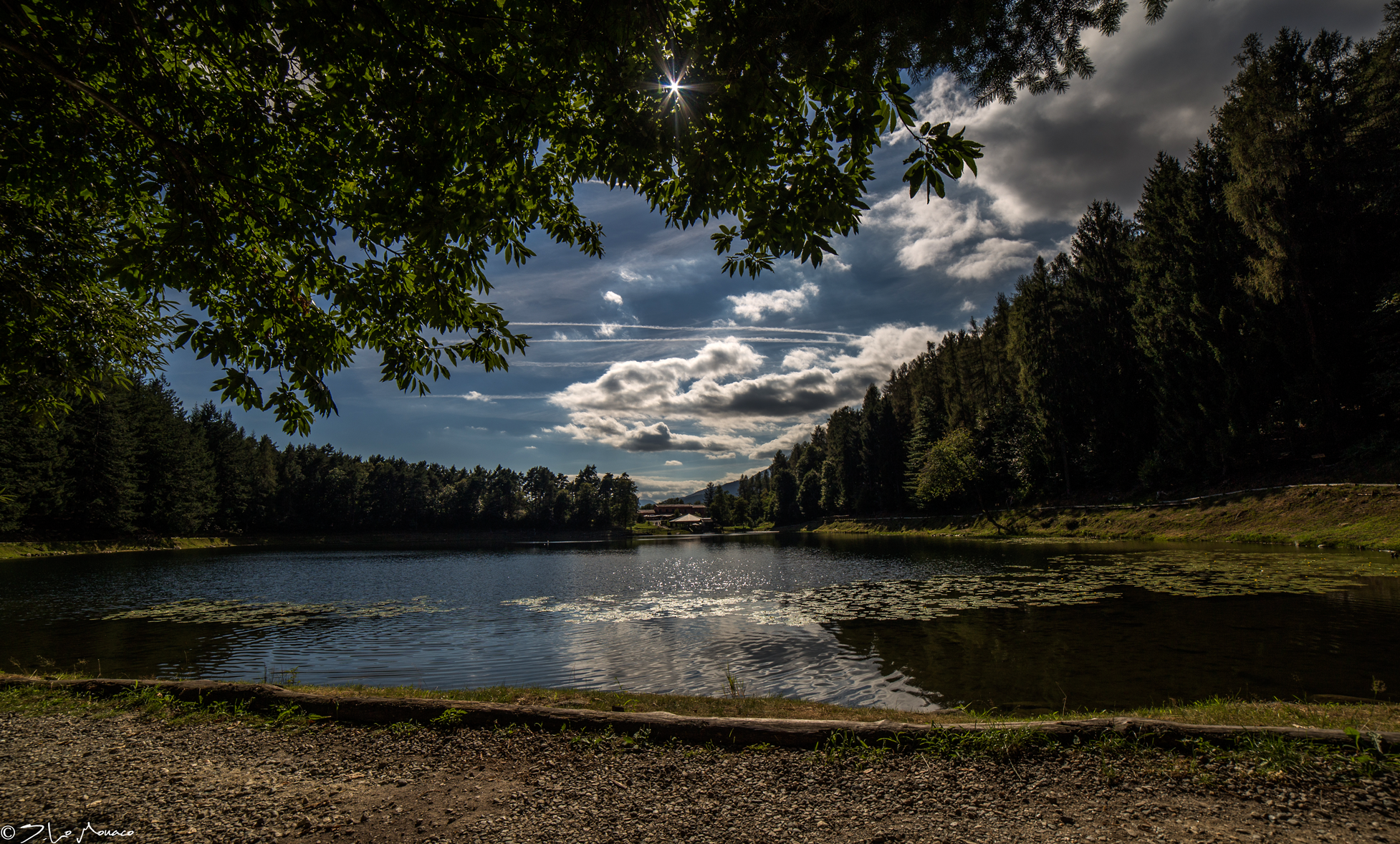
Lago di Meugliano
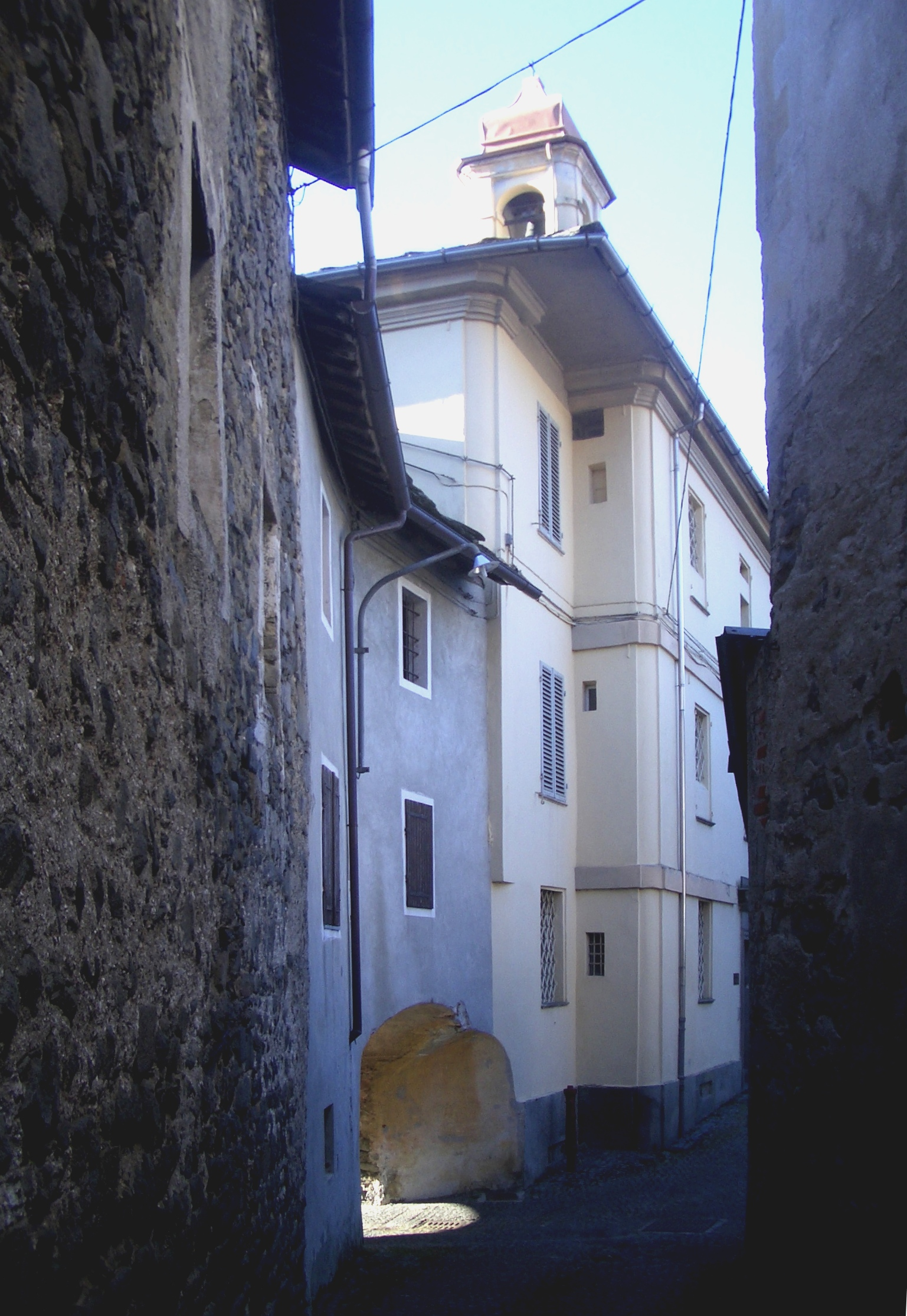
Ortskern